# Tlepolemus
Tlepolemus is een kevergeslacht uit de familie van de boktorren (Cerambycidae). De wetenschappelijke naam van het geslacht werd voor het eerst geldig gepubliceerd in 1864 door Thomson.

## Soorten
Tlepolemus omvat de volgende soorten:
- Tlepolemus pilosus (Thunberg, 1787)
- Tlepolemus puerulus Thomson, 1864